# 太平府 (安徽省)

安徽省の太平府の位置（1820年）

太平府（たいへいふ）は、中国にかつて存在した府。元末から民国初年にかけて、現在の安徽省馬鞍山市と蕪湖市にまたがる地域に設置された。

## 概要
937年（昇元元年）、南唐により江寧府当塗県に建平軍が置かれた。957年（保大15年）、建平軍は雄遠軍と改称された。
977年（太平興国2年）、北宋により雄遠軍は太平州と改められた。太平州は江南東路に属し、当塗・蕪湖・繁昌の3県を管轄した。
1277年（至元14年）、元により太平州は太平路に昇格した。太平路は江浙等処行中書省に属し、録事司と当塗・蕪湖・繁昌の3県を管轄した。1355年、朱元璋により太平路は太平府と改められた。
明のとき、太平府は南直隷に属し、当塗・蕪湖・繁昌の3県を管轄した。
清のとき、太平府は安徽省に属し、当塗・蕪湖・繁昌の3県を管轄した。
1913年、中華民国により太平府は廃止された。